# Liste der Nummer-eins-Hits in Irland (2014)
Dies ist eine Liste der Nummer-eins-Hits in Irland im Jahr 2014. Sie basiert auf den offiziellen Single und Album Top 100 der irischen Charts, die im Auftrag der Irish Recorded Music Association (IRMA) erstellt werden. Ab 11. Juli wurde bei den Singles auch das Musikstreaming bei der Chartermittlung berücksichtigt. Im November wurde der Chartveröffentlichungstag umgestellt. Bis 30. Oktober endete die Chartwoche mit der Veröffentlichung am Donnerstag, seit 7. November ist der Freitag der Bekanntgabetag.

## Singles
| ← 2013 ← | Liste der Nummer-eins-Hits in Irland | Liste der Nummer-eins-Hits in Irland    | Liste der Nummer-eins-Hits in Irland                                                      | 2015 → |
| \| Zeitraum \| Wo. ges. \| Interpret \| Titel Autor(en) \| Zusätzliche Informationen \| \| (Zeitraum, Wochen auf Platz eins, Interpret, Titel, Autor[en], zusätzliche Informationen) \| \| \| \| \| \| ----------------------------------------------------------------------------------------- \| -------- \| --------------------------------------- \| ----------------------------------------------------------------------------------------- \| ---------------------------------------------------------------------------------------------------------------------------------------- \| \| 19. Dezember 2013 – 1. Januar 2014 2 Wochen \| 2 \| Sam Bailey \| Skyscraper Toby Gad, Lindy Robbins, Kerli Kõiv \| – \| \| 2. Januar 2014 – 19. Februar 2014 7 Wochen (insgesamt 12) \| 12 \| Pharrell Williams \| Happy Pharrell Williams \| – \| \| 20. Februar 2014 – 5. März 2014 2 Wochen \| 2 \| Clean Bandit feat. Jess Glynne \| Rather Be James Napier, Jack Patterson, Grace Chatto, Nicole Marshall \| – \| \| 6. März 2014 – 19. März 2014 2 Wochen (insgesamt 12) \| 12 \| Pharrell Williams \| Happy Pharrell Williams \| – \| \| 20. März 2014 – 26. März 2014 1 Woche \| 1 \| Duke Dumont feat. Jax Jones \| I Got U Wyclef Jean, Jerry Duplessis, Adam Dyment, Timucin Aluo \| – \| \| 27. März 2014 – 2. April 2014 1 Woche \| 1 \| 5 Seconds of Summer \| She Looks So Perfect Jake Sinclair, Michael Clifford, Ashton Irwin \| – \| \| 3. April 2014 – 23. April 2014 3 Wochen (insgesamt 12) \| 12 \| Pharrell Williams \| Happy Pharrell Williams \| – \| \| 24. April 2014 – 30. April 2014 1 Woche (insgesamt 2) \| 2 \| John Legend \| All of Me John Stephens, Toby Gad \| – \| \| 1. Mai 2014 – 7. Mai 2014 1 Woche \| 1 \| Calvin Harris \| Summer Calvin Harris \| – \| \| 8. Mai 2014 – 14. Mai 2014 1 Woche (insgesamt 2) \| 2 \| John Legend \| All of Me John Stephens, Toby Gad \| – \| \| 15. Mai 2014 – 21. Mai 2014 1 Woche \| 1 \| Ed Sheeran \| Sing Pharrell Williams, Ed Sheeran \| – \| \| 22. Mai 2014 – 11. Juni 2014 3 Wochen \| 3 \| Sam Smith \| Stay with Me James Napier, Sam Smith, William Phillips \| – \| \| 12. Juni 2014 – 18. Juni 2014 1 Woche (insgesamt 6) \| 6 \| Ella Henderson \| Ghost Ella Henderson, Ryan Tedder, Noel Zancanella \| Bereits Ende 2012 nahm sie am britischen X Factor teil und wurde nur Sechste; eineinhalb Jahre später startet sie mit ihrem Debüt durch. \| \| 19. Juni 2014 – 25. Juni 2014 1 Woche \| 1 \| 5 Seconds of Summer \| Don't Stop Steve Robson, Busbee, Luke Hemmings, Calum Hood \| – \| \| 25. Juni 2014 – 2. Juli 2014 1 Woche (insgesamt 6) \| 6 \| Ella Henderson \| Ghost Ella Henderson, Ryan Tedder, Noel Zancanella \| – \| \| 3. Juli 2014 – 9. Juli 2014 1 Woche \| 1 \| Ariana Grande feat. Iggy Azalea \| Problem Max Martin, Savan Kotecha, Ilya Salmanzadeh, Iggy Azalea \| – \| \| 10. Juli 2014 – 23. Juli 2014 2 Wochen (insgesamt 6) \| 6 \| Ella Henderson \| Ghost Ella Henderson, Ryan Tedder, Noel Zancanella \| – \| \| 24. Juli 2014 – 30. Juli 2014 1 Woche \| 1 \| Cheryl Cole feat. Tinie Tempah \| Crazy Stupid Love Wayne Wilkins, Cheryl Cole, Patrick Okogwu, Heidi Rojas, Katelyn Tarver \| – \| \| 31. Juli 2014 – 13. August 2014 2 Wochen (insgesamt 6) \| 6 \| Ella Henderson \| Ghost Ella Henderson, Ryan Tedder, Noel Zancanella \| – \| \| 14. August 2014 – 27. August 2014 2 Wochen \| 2 \| Milky Chance \| Stolen Dance Clemens Rehbein, Philipp Dausch \| – \| \| 28. August 2014 – 3. September 2014 1 Woche (insgesamt 4) \| 4 \| Lilly Wood & the Prick and Robin Schulz \| Prayer in C (Robin Schulz Remix) Nili Hadida, Benjamin Cotto \| – \| \| 4. September 2014 – 10. September 2014 1 Woche \| 1 \| The Script \| Superheroes James Barry, Mark Sheehan, Daniel O’Donoghue \| – \| \| 11. September 2014 – 1. Oktober 2014 3 Wochen (insgesamt 4) \| 4 \| Lilly Wood & the Prick and Robin Schulz \| Prayer in C (Robin Schulz Remix) Nili Hadida, Benjamin Cotto \| – \| \| 2. Oktober 2014 – 29. Oktober 2014 4 Wochen \| 4 \| Meghan Trainor \| All About That Bass Kevin Kadish, Meghan Trainor \| – \| \| 30. Oktober 2014 – 20. November 2014 3 Wochen \| 3 \| Ed Sheeran \| Thinking Out Loud Ed Sheeran, Amy Wadge \| – \| \| 21. November 2014 – 4. Dezember 2014 2 Wochen (insgesamt 3) \| 3 \| Band Aid 30 \| Do They Know It’s Christmas? Bob Geldof, Midge Ure \| – \| \| 5. Dezember 2014 – 11. Dezember 2014 1 Woche \| 1 \| Hometown \| Where I Belong \| – \| \| 12. Dezember 2014 – 18. Dezember 2014 1 Woche (insgesamt 3) \| 3 \| Band Aid 30 \| Do They Know It’s Christmas? Bob Geldof, Midge Ure \| – \| \| 19. Dezember 2014 – 5. Februar 2015 7 Wochen \| 7 \| Mark Ronson feat. Bruno Mars \| Uptown Funk! Mark Ronson, Jeff Bhasker, Bruno Mars, Philip Lawrence \| – \| |                                      |                                         |                                                                                           | |
| ← 2013 |                                      |                                         |                                                                                           | → 2015 → |
| Zeitraum | Wo. ges.                             | Interpret                               | Titel Autor(en)                                                                           | Zusätzliche Informationen |
| (Zeitraum, Wochen auf Platz eins, Interpret, Titel, Autor[en], zusätzliche Informationen) |                                      |                                         |                                                                                           | |
| 19. Dezember 2013 – 1. Januar 2014 2 Wochen | 2                                    | Sam Bailey                              | Skyscraper Toby Gad, Lindy Robbins, Kerli Kõiv                                            | – |
| 2. Januar 2014 – 19. Februar 2014 7 Wochen (insgesamt 12) | 12                                   | Pharrell Williams                       | Happy Pharrell Williams                                                                   | – |
| 20. Februar 2014 – 5. März 2014 2 Wochen | 2                                    | Clean Bandit feat. Jess Glynne          | Rather Be James Napier, Jack Patterson, Grace Chatto, Nicole Marshall                     | – |
| 6. März 2014 – 19. März 2014 2 Wochen (insgesamt 12) | 12                                   | Pharrell Williams                       | Happy Pharrell Williams                                                                   | – |
| 20. März 2014 – 26. März 2014 1 Woche | 1                                    | Duke Dumont feat. Jax Jones             | I Got U Wyclef Jean, Jerry Duplessis, Adam Dyment, Timucin Aluo                           | – |
| 27. März 2014 – 2. April 2014 1 Woche | 1                                    | 5 Seconds of Summer                     | She Looks So Perfect Jake Sinclair, Michael Clifford, Ashton Irwin                        | – |
| 3. April 2014 – 23. April 2014 3 Wochen (insgesamt 12) | 12                                   | Pharrell Williams                       | Happy Pharrell Williams                                                                   | – |
| 24. April 2014 – 30. April 2014 1 Woche (insgesamt 2) | 2                                    | John Legend                             | All of Me John Stephens, Toby Gad                                                         | – |
| 1. Mai 2014 – 7. Mai 2014 1 Woche | 1                                    | Calvin Harris                           | Summer Calvin Harris                                                                      | – |
| 8. Mai 2014 – 14. Mai 2014 1 Woche (insgesamt 2) | 2                                    | John Legend                             | All of Me John Stephens, Toby Gad                                                         | – |
| 15. Mai 2014 – 21. Mai 2014 1 Woche | 1                                    | Ed Sheeran                              | Sing Pharrell Williams, Ed Sheeran                                                        | – |
| 22. Mai 2014 – 11. Juni 2014 3 Wochen | 3                                    | Sam Smith                               | Stay with Me James Napier, Sam Smith, William Phillips                                    | – |
| 12. Juni 2014 – 18. Juni 2014 1 Woche (insgesamt 6) | 6                                    | Ella Henderson                          | Ghost Ella Henderson, Ryan Tedder, Noel Zancanella                                        | Bereits Ende 2012 nahm sie am britischen X Factor teil und wurde nur Sechste; eineinhalb Jahre später startet sie mit ihrem Debüt durch. |
| 19. Juni 2014 – 25. Juni 2014 1 Woche | 1                                    | 5 Seconds of Summer                     | Don't Stop Steve Robson, Busbee, Luke Hemmings, Calum Hood                                | – |
| 25. Juni 2014 – 2. Juli 2014 1 Woche (insgesamt 6) | 6                                    | Ella Henderson                          | Ghost Ella Henderson, Ryan Tedder, Noel Zancanella                                        | – |
| 3. Juli 2014 – 9. Juli 2014 1 Woche | 1                                    | Ariana Grande feat. Iggy Azalea         | Problem Max Martin, Savan Kotecha, Ilya Salmanzadeh, Iggy Azalea                          | – |
| 10. Juli 2014 – 23. Juli 2014 2 Wochen (insgesamt 6) | 6                                    | Ella Henderson                          | Ghost Ella Henderson, Ryan Tedder, Noel Zancanella                                        | – |
| 24. Juli 2014 – 30. Juli 2014 1 Woche | 1                                    | Cheryl Cole feat. Tinie Tempah          | Crazy Stupid Love Wayne Wilkins, Cheryl Cole, Patrick Okogwu, Heidi Rojas, Katelyn Tarver | – |
| 31. Juli 2014 – 13. August 2014 2 Wochen (insgesamt 6) | 6                                    | Ella Henderson                          | Ghost Ella Henderson, Ryan Tedder, Noel Zancanella                                        | – |
| 14. August 2014 – 27. August 2014 2 Wochen | 2                                    | Milky Chance                            | Stolen Dance Clemens Rehbein, Philipp Dausch                                              | – |
| 28. August 2014 – 3. September 2014 1 Woche (insgesamt 4) | 4                                    | Lilly Wood & the Prick and Robin Schulz | Prayer in C (Robin Schulz Remix) Nili Hadida, Benjamin Cotto                              | – |
| 4. September 2014 – 10. September 2014 1 Woche | 1                                    | The Script                              | Superheroes James Barry, Mark Sheehan, Daniel O’Donoghue                                  | – |
| 11. September 2014 – 1. Oktober 2014 3 Wochen (insgesamt 4) | 4                                    | Lilly Wood & the Prick and Robin Schulz | Prayer in C (Robin Schulz Remix) Nili Hadida, Benjamin Cotto                              | – |
| 2. Oktober 2014 – 29. Oktober 2014 4 Wochen | 4                                    | Meghan Trainor                          | All About That Bass Kevin Kadish, Meghan Trainor                                          | – |
| 30. Oktober 2014 – 20. November 2014 3 Wochen | 3                                    | Ed Sheeran                              | Thinking Out Loud Ed Sheeran, Amy Wadge                                                   | – |
| 21. November 2014 – 4. Dezember 2014 2 Wochen (insgesamt 3) | 3                                    | Band Aid 30                             | Do They Know It’s Christmas? Bob Geldof, Midge Ure                                        | – |
| 5. Dezember 2014 – 11. Dezember 2014 1 Woche | 1                                    | Hometown                                | Where I Belong                                                                            | – |
| 12. Dezember 2014 – 18. Dezember 2014 1 Woche (insgesamt 3) | 3                                    | Band Aid 30                             | Do They Know It’s Christmas? Bob Geldof, Midge Ure                                        | – |
| 19. Dezember 2014 – 5. Februar 2015 7 Wochen | 7                                    | Mark Ronson feat. Bruno Mars            | Uptown Funk! Mark Ronson, Jeff Bhasker, Bruno Mars, Philip Lawrence                       | – |

## Alben
| ← 2013 ← | Liste der Nummer-eins-Hits in Irland | Liste der Nummer-eins-Hits in Irland | Liste der Nummer-eins-Hits in Irland   | 2015 →                    |
| \| Zeitraum \| Wo. ges. \| Interpret \| Titel \| Zusätzliche Informationen \| \| (Zeitraum, Wochen auf Platz eins, Interpret, Titel, zusätzliche Informationen) \| \| \| \| \| \| ------------------------------------------------------------------------------ \| -------- \| ------------------- \| -------------------------------------- \| ------------------------- \| \| 28. November 2013 – 1. Januar 2014 5 Wochen \| 5 \| One Direction \| Midnight Memories \| – \| \| 2. Januar 2014 – 15. Januar 2014 2 Wochen (insgesamt 6) \| 6 \| Ellie Goulding \| Halcyon / Halcyon Days \| – \| \| 16. Januar 2014 – 30. Januar 2014 2 Wochen \| 2 \| Bruce Springsteen \| High Hopes \| – \| \| 31. Januar 2014 – 19. Februar 2014 3 Wochen (insgesamt 6) \| 6 \| Ellie Goulding \| Halcyon / Halcyon Days \| – \| \| 20. Februar 2014 – 26. Februar 2014 1 Woche \| 1 \| Damien Dempsey \| It's All Good - The Best Of \| – \| \| 27. Februar 2014 – 5. März 2014 1 Woche (insgesamt 6) \| 6 \| Ellie Goulding \| Halcyon / Halcyon Days \| – \| \| 6. März 2014 – 12. März 2014 1 Woche \| 1 \| Nathan Carter \| The Wagon Wheel Show Live \| – \| \| 13. März 2014 – 19. März 2014 1 Woche \| 1 \| Elbow \| The Take Off and Landing of Everything \| – \| \| 20. März 2014 – 26. März 2014 1 Woche (insgesamt 2) \| 2 \| Kodaline \| In a Perfect World \| – \| \| 27. März 2014 – 2. April 2014 1 Woche \| 1 \| George Michael \| Symphonica \| – \| \| 3. April 2014 – 9. April 2014 1 Woche (insgesamt 2) \| 2 \| Kodaline \| In a Perfect World \| – \| \| 10. April 2014 – 16. April 2014 1 Woche \| 1 \| Riptide Movement \| Getting Through \| – \| \| 17. April 2014 – 30. April 2014 2 Wochen \| 2 \| Paolo Nutini \| Caustic Love \| – \| \| 1. Mai 2014 – 14. Mai 2014 2 Wochen \| 2 \| Imelda May \| Tribal \| – \| \| 15. Mai 2014 – 21. Mai 2014 1 Woche \| 1 \| Mick Flannery \| By the Rule \| – \| \| 22. Mai 2014 – 18. Juni 2014 4 Wochen \| 4 \| Coldplay \| Ghost Stories \| – \| \| 19. Juni 2014 – 25. Juni 2014 1 Woche (insgesamt 5) \| 5 \| Garth Brooks \| The Ultimate Hits \| – \| \| 26. Juni 2014 – 2. Juli 2014 1 Woche (insgesamt 20) \| 20 \| Ed Sheeran \| × \| – \| \| 3. Juli 2014 – 9. Juli 2014 1 Woche \| 1 \| 5 Seconds of Summer \| 5 Seconds of Summer \| – \| \| 10. Juli 2014 – 6. August 2014 4 Wochen (insgesamt 5) \| 5 \| Garth Brooks \| The Ultimate Hits \| – \| \| 7. August 2014 – 13. August 2014 1 Woche (insgesamt 20) \| 20 \| Ed Sheeran \| × \| – \| \| 14. August 2014 – 20. August 2014 1 Woche \| 1 \| Sinéad O’Connor \| I’m Not Bossy, I’m the Boss \| – \| \| 21. August 2014 – 27. August 2014 1 Woche (insgesamt 20) \| 20 \| Ed Sheeran \| × \| – \| \| 28. August 2014 – 3. September 2014 1 Woche \| 1 \| Royal Blood \| Royal Blood \| – \| \| 4. September 2014 – 10. September 2014 1 Woche \| 1 \| Derek Ryan \| The Simple Things \| – \| \| 11. September 2014 – 17. September 2014 1 Woche \| 1 \| Robert Plant \| Lullaby and … The Ceaseless Roar \| – \| \| 18. September 2014 – 24. September 2014 1 Woche \| 1 \| The Script \| No Sound Without Silence \| – \| \| 25. September 2014 – 29. Oktober 2014 5 Wochen (insgesamt 8) \| 8 \| Hozier \| Hozier \| – \| \| 30. Oktober 2014 – 6. November 2014 1 Woche (insgesamt 4) \| 4 \| Taylor Swift \| 1989 \| – \| \| 7. November 2014 – 13. November 2014 1 Woche \| 1 \| Damien Rice \| My Favourite Faded Fantasy \| – \| \| 14. November 2014 – 20. November 2014 1 Woche \| 1 \| Pink Floyd \| The Endless River \| – \| \| 21. November 2014 – 4. Dezember 2014 2 Wochen \| 2 \| One Direction \| Four \| – \| \| 5. Dezember 2014 – 21. Januar 2015 7 Wochen (insgesamt 20) \| 20 \| Ed Sheeran \| × \| – \| |                                      |                                      |                                        |                           |
| ← 2013 |                                      |                                      |                                        | → 2015 →                  |
| Zeitraum | Wo. ges.                             | Interpret                            | Titel                                  | Zusätzliche Informationen |
| (Zeitraum, Wochen auf Platz eins, Interpret, Titel, zusätzliche Informationen) |                                      |                                      |                                        |                           |
| 28. November 2013 – 1. Januar 2014 5 Wochen | 5                                    | One Direction                        | Midnight Memories                      | –                         |
| 2. Januar 2014 – 15. Januar 2014 2 Wochen (insgesamt 6) | 6                                    | Ellie Goulding                       | Halcyon / Halcyon Days                 | –                         |
| 16. Januar 2014 – 30. Januar 2014 2 Wochen | 2                                    | Bruce Springsteen                    | High Hopes                             | –                         |
| 31. Januar 2014 – 19. Februar 2014 3 Wochen (insgesamt 6) | 6                                    | Ellie Goulding                       | Halcyon / Halcyon Days                 | –                         |
| 20. Februar 2014 – 26. Februar 2014 1 Woche | 1                                    | Damien Dempsey                       | It's All Good - The Best Of            | –                         |
| 27. Februar 2014 – 5. März 2014 1 Woche (insgesamt 6) | 6                                    | Ellie Goulding                       | Halcyon / Halcyon Days                 | –                         |
| 6. März 2014 – 12. März 2014 1 Woche | 1                                    | Nathan Carter                        | The Wagon Wheel Show Live              | –                         |
| 13. März 2014 – 19. März 2014 1 Woche | 1                                    | Elbow                                | The Take Off and Landing of Everything | –                         |
| 20. März 2014 – 26. März 2014 1 Woche (insgesamt 2) | 2                                    | Kodaline                             | In a Perfect World                     | –                         |
| 27. März 2014 – 2. April 2014 1 Woche | 1                                    | George Michael                       | Symphonica                             | –                         |
| 3. April 2014 – 9. April 2014 1 Woche (insgesamt 2) | 2                                    | Kodaline                             | In a Perfect World                     | –                         |
| 10. April 2014 – 16. April 2014 1 Woche | 1                                    | Riptide Movement                     | Getting Through                        | –                         |
| 17. April 2014 – 30. April 2014 2 Wochen | 2                                    | Paolo Nutini                         | Caustic Love                           | –                         |
| 1. Mai 2014 – 14. Mai 2014 2 Wochen | 2                                    | Imelda May                           | Tribal                                 | –                         |
| 15. Mai 2014 – 21. Mai 2014 1 Woche | 1                                    | Mick Flannery                        | By the Rule                            | –                         |
| 22. Mai 2014 – 18. Juni 2014 4 Wochen | 4                                    | Coldplay                             | Ghost Stories                          | –                         |
| 19. Juni 2014 – 25. Juni 2014 1 Woche (insgesamt 5) | 5                                    | Garth Brooks                         | The Ultimate Hits                      | –                         |
| 26. Juni 2014 – 2. Juli 2014 1 Woche (insgesamt 20) | 20                                   | Ed Sheeran                           | ×                                      | –                         |
| 3. Juli 2014 – 9. Juli 2014 1 Woche | 1                                    | 5 Seconds of Summer                  | 5 Seconds of Summer                    | –                         |
| 10. Juli 2014 – 6. August 2014 4 Wochen (insgesamt 5) | 5                                    | Garth Brooks                         | The Ultimate Hits                      | –                         |
| 7. August 2014 – 13. August 2014 1 Woche (insgesamt 20) | 20                                   | Ed Sheeran                           | ×                                      | –                         |
| 14. August 2014 – 20. August 2014 1 Woche | 1                                    | Sinéad O’Connor                      | I’m Not Bossy, I’m the Boss            | –                         |
| 21. August 2014 – 27. August 2014 1 Woche (insgesamt 20) | 20                                   | Ed Sheeran                           | ×                                      | –                         |
| 28. August 2014 – 3. September 2014 1 Woche | 1                                    | Royal Blood                          | Royal Blood                            | –                         |
| 4. September 2014 – 10. September 2014 1 Woche | 1                                    | Derek Ryan                           | The Simple Things                      | –                         |
| 11. September 2014 – 17. September 2014 1 Woche | 1                                    | Robert Plant                         | Lullaby and … The Ceaseless Roar       | –                         |
| 18. September 2014 – 24. September 2014 1 Woche | 1                                    | The Script                           | No Sound Without Silence               | –                         |
| 25. September 2014 – 29. Oktober 2014 5 Wochen (insgesamt 8) | 8                                    | Hozier                               | Hozier                                 | –                         |
| 30. Oktober 2014 – 6. November 2014 1 Woche (insgesamt 4) | 4                                    | Taylor Swift                         | 1989                                   | –                         |
| 7. November 2014 – 13. November 2014 1 Woche | 1                                    | Damien Rice                          | My Favourite Faded Fantasy             | –                         |
| 14. November 2014 – 20. November 2014 1 Woche | 1                                    | Pink Floyd                           | The Endless River                      | –                         |
| 21. November 2014 – 4. Dezember 2014 2 Wochen | 2                                    | One Direction                        | Four                                   | –                         |
| 5. Dezember 2014 – 21. Januar 2015 7 Wochen (insgesamt 20) | 20                                   | Ed Sheeran                           | ×                                      | –                         |